# JK Narva Trans
JK Narva Trans – estoński klub piłkarski z siedzibą w Narwie.

## Historia
Chronologia nazw:
- 1979—1984: Avtomobilist Narva
- 1985—1991: Autobaas Narva
- 1992—...: Narva Trans

Klub Narva Trans założony został w 1979 roku. Jest dwukrotnym zdobywcą Pucharu Estonii oraz superpucharu w piłce nożnej. Klub jako jedyny posiada prezesa z innego kraju (w tym wypadku z Rosji).

## Sukcesy
- wicemistrz Estonii: 2006
- zdobywca Pucharu Estonii: 2001, 2019, 2023
- zdobywca Superpucharu Estonii: 2007, 2008

### Reprezentanci w historii klubu
- Tarmo Kink
- Martin Kaalma

## Europejskie puchary
Legenda do wszystkich tabel:
- Q – runda eliminacyjna, 1/16, 1/8, 1/4, 1/2 – odpowiednia faza rozgrywek, Grupa – runda grupowa, 1r gr – pierwsza runda grupowa, 2r gr – druga runda grupowa, F – finał, R – runda, PO – play-off
- k. – rzuty karne, los. – losowanie, Dogr. – dogrywka, w. – zasada bramek strzelonych na wyjeździe

| Sezon   | Rozgrywki               | Runda    | Klub                  | Dom | Wyjazd | Ogólnie    |
| ------- | ----------------------- | -------- | --------------------- | --- | ------ | ---------- |
| 1996    | Puchar Intertoto        | Grupa 10 | FC Groningen          | 1–4 |        | 5. miejsce |
| 1996    | Puchar Intertoto        | Grupa 10 | Vasas                 |     | 1–4    | 5. miejsce |
| 1996    | Puchar Intertoto        | Grupa 10 | Lierse                | 0–3 |        | 5. miejsce |
| 1996    | Puchar Intertoto        | Grupa 10 | Gaziantepspor         |     | 0–0    | 5. miejsce |
| 1999    | Puchar Intertoto        | 1R       | Jokerit               | 1–4 | 0–3    | 1–7        |
| 2000    | Puchar Intertoto        | 1R       | Ceahlăul Piatra Neamț | 2–5 | 2–4    | 4–9        |
| 2001/02 | Puchar UEFA             | Q        | Elfsborg              | 3–0 | 0–5    | 3–5        |
| 2003    | Puchar Intertoto        | 1R       | OFK Beograd           | 3–5 | 1–6    | 4–11       |
| 2004    | Puchar Intertoto        | 1R       | Vėtra Wilno           | 0–1 | 0–3    | 0–4        |
| 2005    | Puchar Intertoto        | 1R       | Lokeren               | 0–2 | 1–0    | 1–2        |
| 2006    | Puchar Intertoto        | 1R       | Kalmar                | 1–6 | 0–2    | 1–8        |
| 2007/08 | Puchar UEFA             | 1Q       | Helsingborg           | 0–3 | 0–6    | 0–9        |
| 2008    | Puchar Intertoto        | 1R       | Ekranas Poniewież     | 0–3 | 0–1    | 0–4        |
| 2009/10 | Liga Europy             | 1Q       | Rudar Velenje         | 0–3 | 1–3    | 1–6        |
| 2010/11 | Liga Europy             | 1Q       | Myllykosken Pallo-47  | 0–2 | 0–5    | 0–7        |
| 2011/12 | Liga Europy             | 1Q       | Rabotniczki           | 1–4 | 0–3    | 1–7        |
| 2012/13 | Liga Europy             | 1Q       | İnter Baku            | 0–5 | 0–2    | 0–7        |
| 2013/14 | Liga Europy             | 1Q       | Gefle                 | 0–3 | 1–5    | 1–8        |
| 2018/19 | Liga Europy             | 1Q       | Željezničar           | 0–2 | 1–3    | 1–5        |
| 2019/20 | Liga Europy             | 1Q       | Budućnost             | 0–2 | 1–4    | 1–6        |
| 2023/24 | Liga Konferencji Europy | 1Q       | Piunik Erywań         | 0–3 | 0–2    | 0–5        |